# فيكتور إس. ك. هوستون
فيكتور إس. ك. هوستون (بالإنجليزية: Victor S. K. Houston)‏ هو ضابط أمريكي، ولد في 22 يوليو 1876 في سان فرانسيسكو في الولايات المتحدة، وتوفي في 31 يوليو 1959 في هونولولو في الولايات المتحدة.